# FC Dynamo Brest
FC Dynamo Brest (Wit-Russisch: ФК Дынама Брэст) is een Wit-Russische voetbalclub uit de stad Brest.
De club werd in 1960 opgericht als Spartak Brest en veranderde in 1973 de naam in BUG Brest, in 1975 werd de naam Dinamo Brest aangenomen. De club was medeoprichter van de Wit-Russische hoogte klasse na de onafhankelijkheid en werd meteen 3de. Daarna werd de club een middenmoter. Rond 2000, 2001 eindigde de club één of twee plaatsen boven degradatie, daarna liep het weer wat beter voor de club. In het seizoen 2012 werd als FC Brest gespeeld. In 2013 werd opnieuw de naam Dinamo aangenomen, hoewel dit nog steeds de Russische naam is. In 2017 werd de Latijnse spelling veranderd naar Dynamo, wat ook in het clublogo opgenomen werd. 
In 2018 werd bekend dat de voormalige Argentijnse topvoetballer Diego Maradonna erevoorzitter wordt van de club. In 2019 won Dinamo Brest de eerste landstitel.

## Erelijst
- Vysjejsjaja Liga: winnaar in 2019
- Beker van Wit-Rusland winnaar in 2007, 2017 en 2018
- Wit-Russische supercup winnaar (3x) in 2018, 2019 en 2020;

## Dinamo Brest in Europa
Uitslagen vanuit gezichtspunt Dinamo Brest
| Seizoen | Competitie        | Ronde | Land                           | Club                | Totaalscore | 1e W    | 2e W    | PUC |
| ------- | ----------------- | ----- | ------------------------------ | ------------------- | ----------- | ------- | ------- | --- |
| 2007/08 | UEFA Cup          | 1Q    | Vlag van Letland               | Liepajas Metalurgs  | 2-3         | 1-1 (U) | 1-2 (T) | 0.5 |
| 2017/18 | Europa League     | 2Q    | Vlag van Oostenrijk            | SCR Altach          | 1-4         | 1-1 (U) | 0-3 (T) | 0.5 |
| 2018/19 | Europa League     | 2Q    | Vlag van Griekenland           | Atromitos           | 5-4         | 4-3 (T) | 1-1 (U) | 2.5 |
|         |                   | 3Q    | Vlag van Cyprus                | Apollon Limasol     | 1-4         | 0-4 (U) | 1-0 (T) | 2.5 |
| 2020/21 | Champions League  | 1Q    | Vlag van Kazachstan            | Astana FK           | 6-3         | 6-3 (T) |         | 4.0 |
|         |                   | 2Q    | Vlag van Bosnië en Herzegovina | FK Sarajevo         | 2-1         | 2-1 (T) |         | 4.0 |
|         |                   | 3Q    | Vlag van Israël                | Maccabi Tel Aviv FC | 0-1         | 0-1 (U) |         | 4.0 |
| 2020/21 | Europa League     | PO    | Vlag van Bulgarije             | PFK Ludogorets      | 0-2         | 0-2 (T) |         | 4.0 |
| 2021/22 | Conference League | 2Q    | Vlag van Tsjechië              | FC Viktoria Pilsen  | 2-4         | 1-2 (U) | 1-2 (T) | 0.0 |
| 2025/26 | Conference League | 1Q    | Vlag van Montenegro            | FK Sutjeska Nikšić  | 2-3         | 2-1 (U) | 0-2 (T) | 1.0 |

Totaal aantal punten voor UEFA coëfficiënten: 8.5
Zie ook
- Deelnemers UEFA-toernooien Wit-Rusland
- Ranglijst van alle clubs die in de diverse Europa Cups zijn uitgekomen

## Trainers
- 1987-1990:  Liudas Rumbutis
- 2001-2002:  Viktor Sokol
- 2008-2009:  Evgeniy Trotsyuk
- 2009-2011:  Yuri Puntus
- 2011-2012:  Sergey Kovalchuk
- 2012-2013:  Vladimir Kurnev
- 2013-2016:  Sergey Kovalchuk
- 2017:  Vladimir Zhuravel
- 2018:  Radoslav Látal
- 2018:  Sergey Kovalchuk
- 2018:  Aleksey Shpilevski
- 2018-2019:  Marcel Lička
- 2019-heden:  Sergey Kovalchuk